# 高松中央インターチェンジ
高松中央インターチェンジ（たかまつちゅうおうインターチェンジ）は、香川県高松市にある高松自動車道のインターチェンジ。高松市街・高松空港・高松港の最寄りインターチェンジである。

## 概要
高松自動車道本線と料金所との間はトランペット構造を採用し、料金所から一般道への接続は、ハート型に近い工法がとられている。料金所や本線への導入路などの主要施設は住所の通り林町にあるが、導入路出入口のみ木太町との町境にあるため、利用には木太町側(北側)から出入りする必要がある。
県道中徳三谷高松線を経由して国道11号や高松市街へ行ける。2000年代中頃以降、ザグザグやすき家、コープなどの店舗が次々とICを中心に出店している。

## 料金所

### 入口
- ブース数:3
  - ETC専用:1
  - ETC・一般:1
  - 一般:1

### 出口
- ブース数:4
  - ETC専用:2
  - 一般:2

## 高速バス
本IC周辺には高速バスの停留所が3つある。1つはICに隣接する「高松中央インターバスターミナル」、もう1つは本ICの南にある佐古東交差点の西側、国道11号高松東道路上にある「高松中央インター南」、もう1つはIC北側にある「高松中央インター北」である。運行会社によって使用する停留所が異なる。高松中央インター北を除く両停留所の出発側にはそれぞれの発券窓口が併設されている。
- 高松中央インター南：高松エクスプレス（フットバス）
- 高松中央インターバスターミナル：ジェイアール四国バス・四国高速バス
- 高松中央インター北：琴平バス

それぞれの共同運行各社を含む（以下同様）。ジェイアール四国バス・四国高速バスは以前は出発便が「‐南」と「‐バスターミナル」の両方に、到着便が高松中央インター南に停車していたが、高松中央インターバスターミナルの到着停留所が設置された2006年7月1日（JRバスの夜行便は7月20日）以降、高松中央インター南は停車しなくなった。
特に南海バスは路線によって共同運行の相手が異なり、なんば便（2017年3月撤退）は高松中央インター南、関西空港リムジンは高松中央インターバスターミナルとなっている。
また駐車場も別で、間違うと割引を受けられないばかりか不法駐車と見なされる恐れがある（フットバスの駐車場にははっきりと明記されている）。
高松中央ICの北方にかつて存在した高松中央インター口についても述べる。

### 高松中央インター口（廃止）
高松中央インター口は、本ICの供用開始とともに設置されたバス停。乗車側は現在のHonda Cars香川（旧プリモ店）高松中央インター店前、降車側は現在のすき家高松中央IC店前。ゆめタウン高松バス停開設に伴うルート変更により廃止された。その後2012年4月1日にことでんバス川島線のうち林新道経由便（行先No.67/66。1日4往復のみ）が経路変更したのに伴い、同じ場所に「ホンダカーズ香川高松中央インター店前」バス停が開設された が、同系統が2024年3月31日（運行最終日）をもって廃止されるため、同バス停も廃止される。

#### 沿革
- 2001年3月 - JR四国（当時は直営）・四国高速バスが供用開始。
- 2002年7月 - 高松エクスプレスが開業と同時に供用開始。
- 2002年11月1日 - JR四国・四国高速バスが供用中止。
- 2004年12月10日 - 高松エクスプレスが供用中止し、廃止。

### 高松中央インター南
高松中央インター南は、国土交通省四国地方整備局が2002年11月に「高松中央インター南」バス停留所を整備し、ジェイアール四国バス・四国高速バスが運行するバスが停車していた。
2004年12月10日 からは高松エクスプレス株式会社が待合所を整備した。同社の共同運行会社も使用していたが、全路線とも2017年までに単独運行となったため、現在では同社のみが使用する。発券窓口は2020年8月より無期限休業中。なお、降車側は高松道の本IC 以東が工事や事故などで通行止めになり一般道へ迂回した場合、JR四国バス・四国高速バス便も使用することがある。

#### 沿革
- 2002年11月 - JR四国・四国高速バスが供用開始。
- 2004年12月10日 - 高松エクスプレスも供用開始。
- 2006年7月1日 - 四国高速バス供用中止。
- 2006年7月20日 - JR四国バス供用中止。
- 2010年3月10日 - 神戸フェリーバスが撤退。
- 2017年3月31日 - 南海バスが撤退し、高松エクスプレスのみの使用となる。

#### 路線
- 南海なんば・神戸三宮 - 淡路志知 - 高松・国分寺線（フットバス）

#### 運行会社
- 高松エクスプレス

### 高松中央インターバスターミナル
高松中央インターバスターミナルは、バス便数増大に伴い「高松中央インター南」が手狭になったうえ、JR四国バス・四国高速バスの乗車券発券設備と専用駐車場がないことから新たに移転して整備した。両社と共同運行する各社が使用する。開設当初は高松西インターチェンジから高速道路に入る松山・高知行はこのターミナルを経由しなかったが、経路変更によりこのターミナルを経由し、高松中央インターチェンジから高速道路を利用するようになった者の、2023年に再び高松西ICから入るように変更されたため通らなくなった。また、四国高速バスの窓口は2022年6月24日より無期限休業中。

#### 沿革
- 2005年7月20日 - 供用開始。当初は四国高速バスの新宿・名古屋線の出発便のみの停車で、到着便は従来の「高松中央インター南」（国道11号高松東道路沿い、出発便も停車）に停車。
- 2005年9月1日 - 神戸線の出発便が停車。これによりJR四国バスが乗り入れ開始。他路線も後に停車。
- 2006年7月1日 - 降車停留所供用開始。高松中央インター南は廃止。駐車場を増設。
- 2007年5月1日 - 坊っちゃんエクスプレス、黒潮エクスプレスが経路変更の上、当停留所への停車を開始。
- 2007年7月5日 - 新待合所が供用開始。
- 2023年11月1日 - 坊っちゃんエクスプレス、黒潮エクスプレスが経路変更のため停車中止。
- 2023年12月1日 - 北陸ドリーム四国号が廃止。

#### 路線
- 高松 - 大阪線（高松エクスプレス大阪号、さぬきエクスプレス号、さぬきエクスプレス大阪）
- 高松 - 神戸線（高松エクスプレス神戸号、さぬきエクスプレス神戸、ハーバーライナー）
- 高松 - 京都線（高松エクスプレス京都号）
- 丸亀・高松 - 関西空港線（関空リムジンバス）
- 高松・坂出 - 広島線（高松エクスプレス広島号、瀬戸内エクスプレス）
- 松山・高松・徳島 - 名古屋線（オリーブ松山号）
- 丸亀・高松 - 名古屋線（さぬきエクスプレス名古屋）
- 高松 - 徳島線（高徳エクスプレス）
- 丸亀・高松 - 横浜・東京・新宿・八王子線（ハローブリッジ）
- 高松・丸亀・坂出 - 福岡線（さぬきエクスプレス福岡）

#### 運行会社
- JR四国バス（高松エクスプレス大阪号、神戸号、京都号、広島号、関空リムジンバス、オリーブ松山号）
- 西日本JRバス（高松エクスプレス大阪号、神戸号、京都号）
- JRバス中国（高松エクスプレス広島号）
- JR東海バス（オリーブ松山号）
- 四国高速バス（さぬきエクスプレス大阪、神戸、名古屋、福岡、高松エクスプレス京都号、関空リムジンバス、高徳エクスプレス、ハローブリッジ）
- 阪急バス（さぬきエクスプレス）
- 京阪バス（高松エクスプレス京都号）
- 神姫バス（ハーバーライナー)
- 南海バス（関空リムジンバス）
- 関西空港交通（関空リムジンバス）
- 大川自動車（高徳エクスプレス）
- 西東京バス（ハローブリッジ号）

### 高松中央インター北
ツアーバスを運行していた琴平バスがいわゆる新高速乗合バスに転換したのに伴い、既存のことでんバスのバス停（前述の通り2024年3月31日廃止予定）に併設する形で設置された。乗車側はザグザグ中央インター店前、降車側はローソン高松中央インター店前。

#### 運行会社
- 琴平バス（コトバスエクスプレス：東京方面・名古屋方面・福岡方面）

## 施設周辺
- 香川県道43号中徳三谷高松線
- ザグザグ高松中央インター店（インター入口側至近）
- Honda Cars香川 高松中央インター店（旧プリモ店）・高松東バイパス林店（旧ベルノ店）
- ザ・ココナツウエルネスクラブ高松（スポーツクラブ）
- ことでんバスさこバス停
- 香川インテリジェントパーク
  - 香川大学創造工学部（林町キャンパス）
  - 香川県産業交流センター（サンメッセ香川）
  - 香川県立図書館
- 高松琴平電気鉄道長尾線元山駅 - 約1.7 km

## 隣
E11 高松自動車道
(15)高松東IC - (16)高松中央IC - (17)高松檀紙IC